# Trichosphaeriales
Trichosphaeriales é uma ordem de fungos de saco. É monotípica, com uma só família, Trichosphaeriaceae.

## Géneros
- Acanthosphaeria
- Collematospora
- Coniobrevicolla
- Cresporhaphis
- Cryptadelphia
- Eriosphaeria
- Fluviostroma
- Kananascus
- Miyoshiella
- Neorehmia
- Oplothecium
- Pseudorhynchia
- Rizalia
- Schweinitziella
- Setocampanula
- Trichosphaeria
- Umbrinosphaeria
- Unisetosphaeria